# باغ چق
باغچق، روستایی از توابع دهستان باباامانبخش مرکزی شهرستان بجنورد در استان خراسان شمالی ایران است.

## جمعیت
این روستا در دهستان باباامان قرار دارد و براساس سرشماری مرکز آمار ایران در سال ۱۳۹۵، جمعیت آن ۲٬۱۶۳ نفر (۴۷۳خانوار) بوده‌است.

## زبان
مردم باغچق کرد هستند و به زبان کردی تکلم می کنند